# 高垣薫
高垣 薫（たかがきかおる）は、日本の音楽家、打楽器演奏者、作曲家。男性。

## 解説
1984年、バンド・TOM★CATのドラマーとしてデビュー。シングル「ふられ気分でRock'n' Roll」がヒット。フジテレビ系列テレビアニメ「北斗の拳2」はTOM★CATが主題歌「TOUGH BOY」・挿入歌を共に担当。挿入歌「Love Song」は高垣による作曲。
TOM★CATにて約2年活動の後脱退。ドラマーとしてチャゲ&飛鳥、南野陽子、川嶋みき、陣内大蔵、時任三郎、森口博子、モト冬樹などのサポートバンドに参加。
現在は30年近く続く岡村孝子のサポートバンドのメンバーの他、RCCドラム教室でドラムス・パーカッションの講師を務めている。